# Oberer Bienertpark

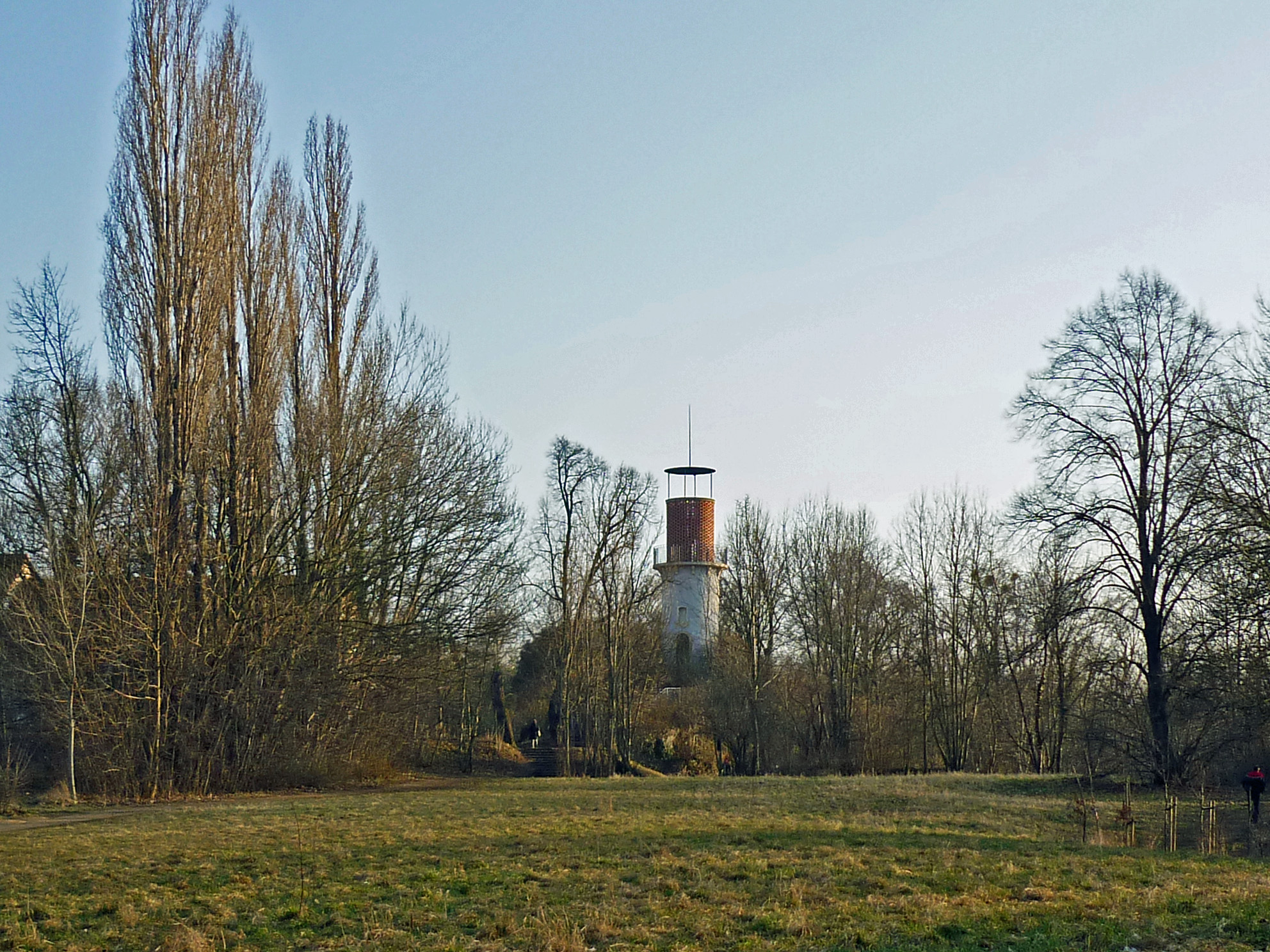
Südlicher Abschluss des Bienertparks mit dem Aussichtsturm auf dem Hohen Stein

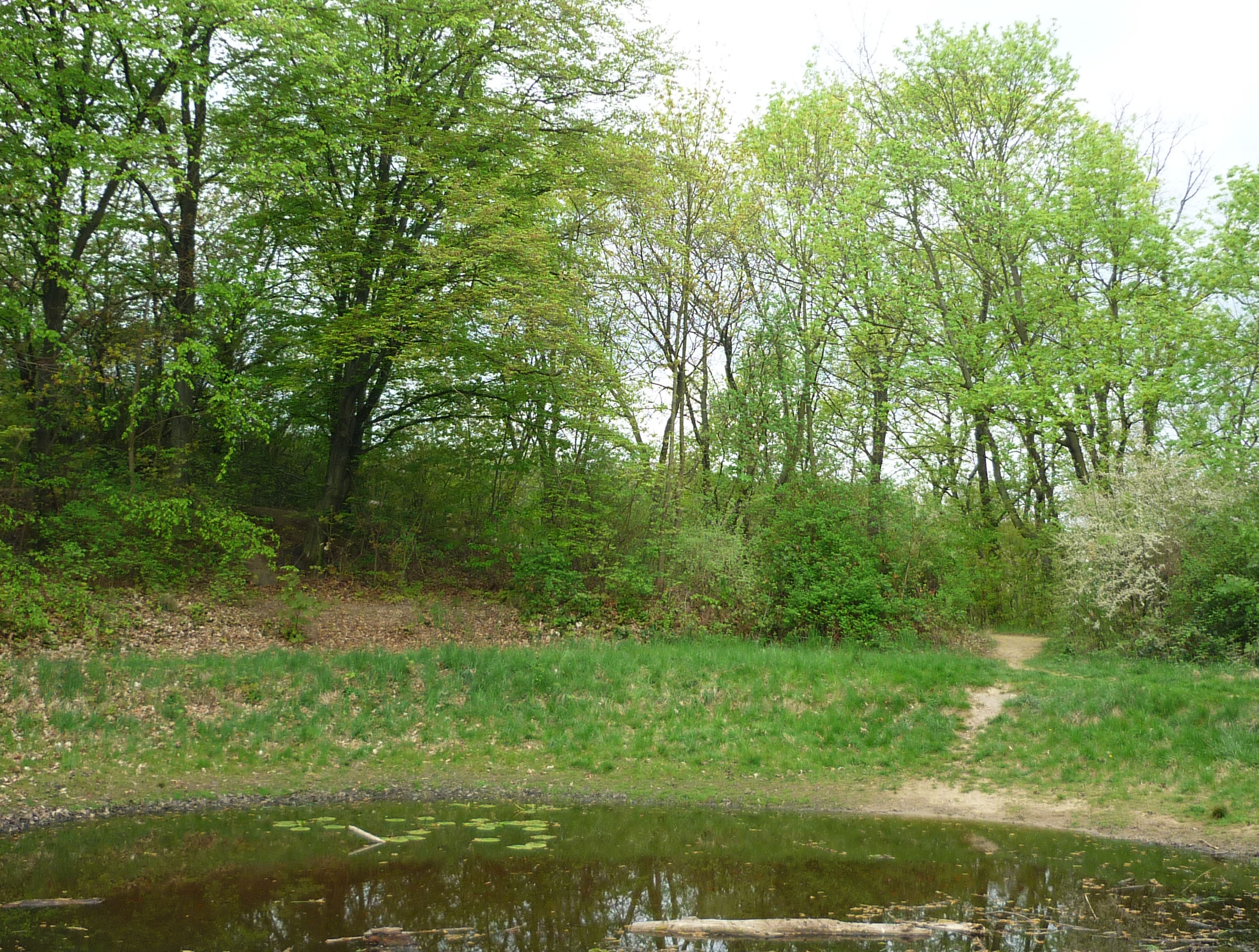
Der ehemalige Löschwasserteich im Oberen Bienertpark nach der Renaturierung

Als Oberer Bienertpark (neuerdings in städtischen Publikationen Alter Bienertpark) wird eine Parkanlage am Hohen Stein im Dresdner Stadtteil Plauen, oberhalb des Plauenschen Grundes, bezeichnet. Er steht als Teil des Geschützten Landschaftsbestandteils (GLB) „Hoher Stein“ unter Schutz.

## Vorgeschichte

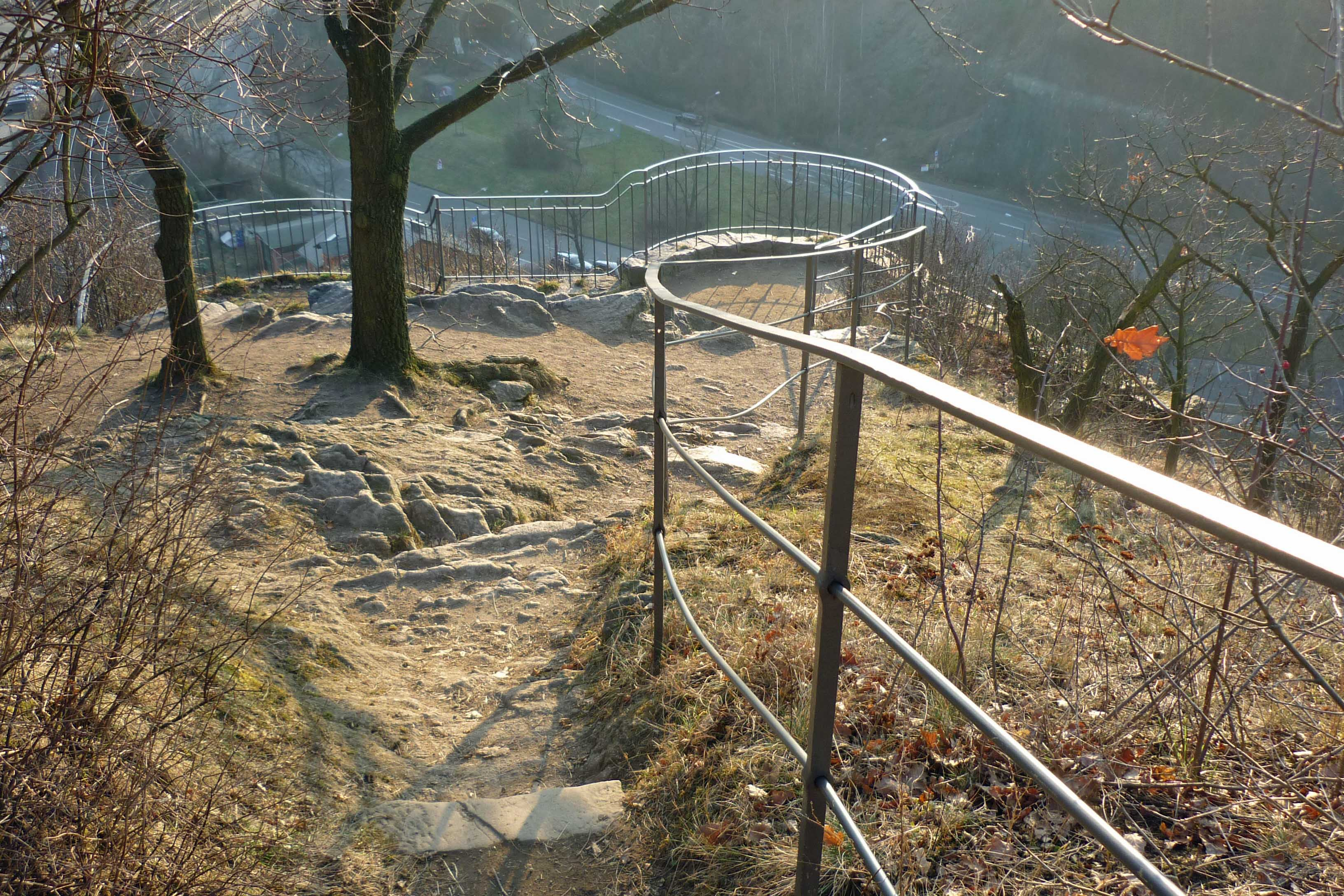
Die „Forsthausbastion“

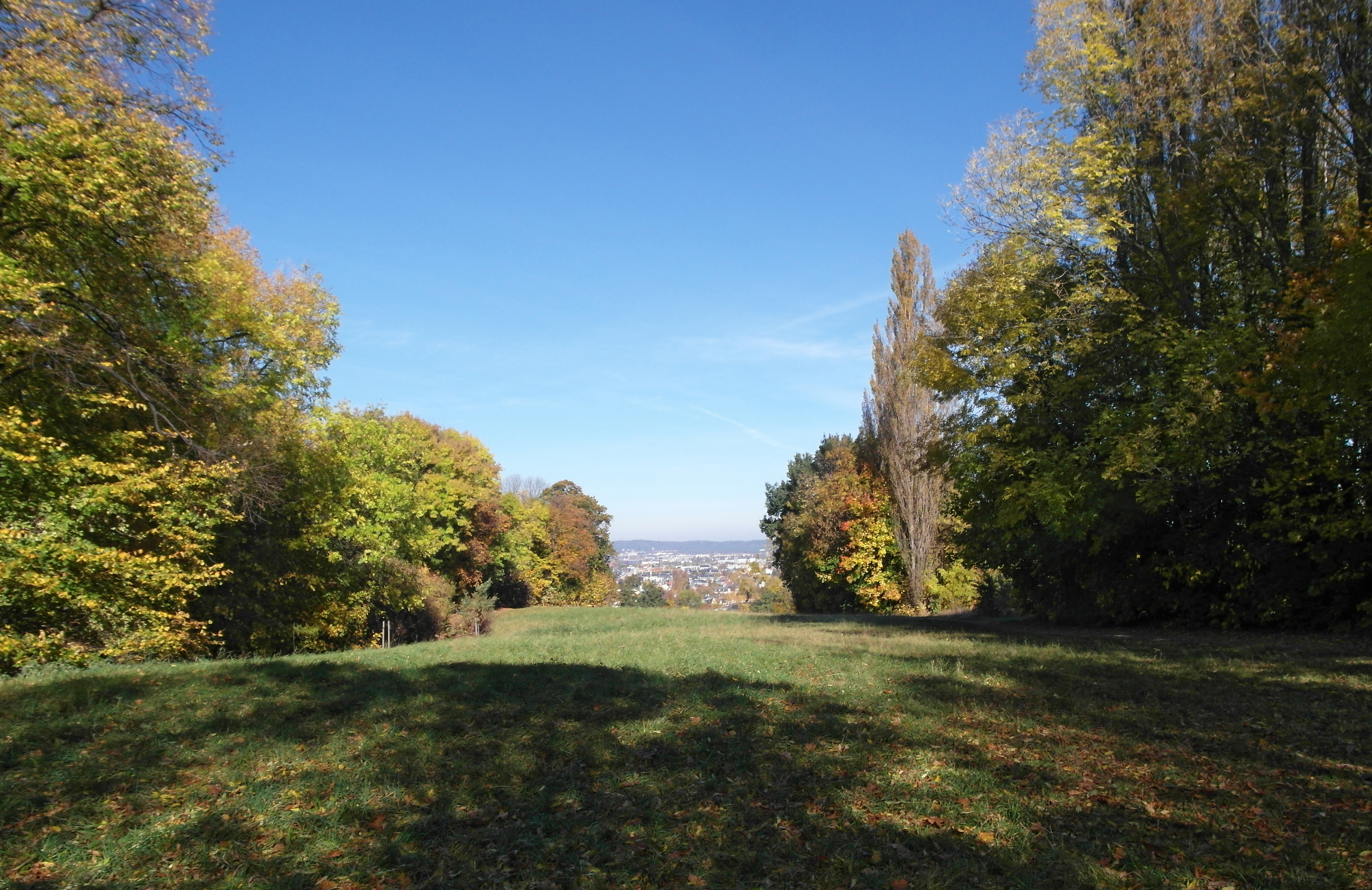
Blick vom Hohen Stein durch den mittleren Bienertpark über Löbtau zu den Lößnitzhängen

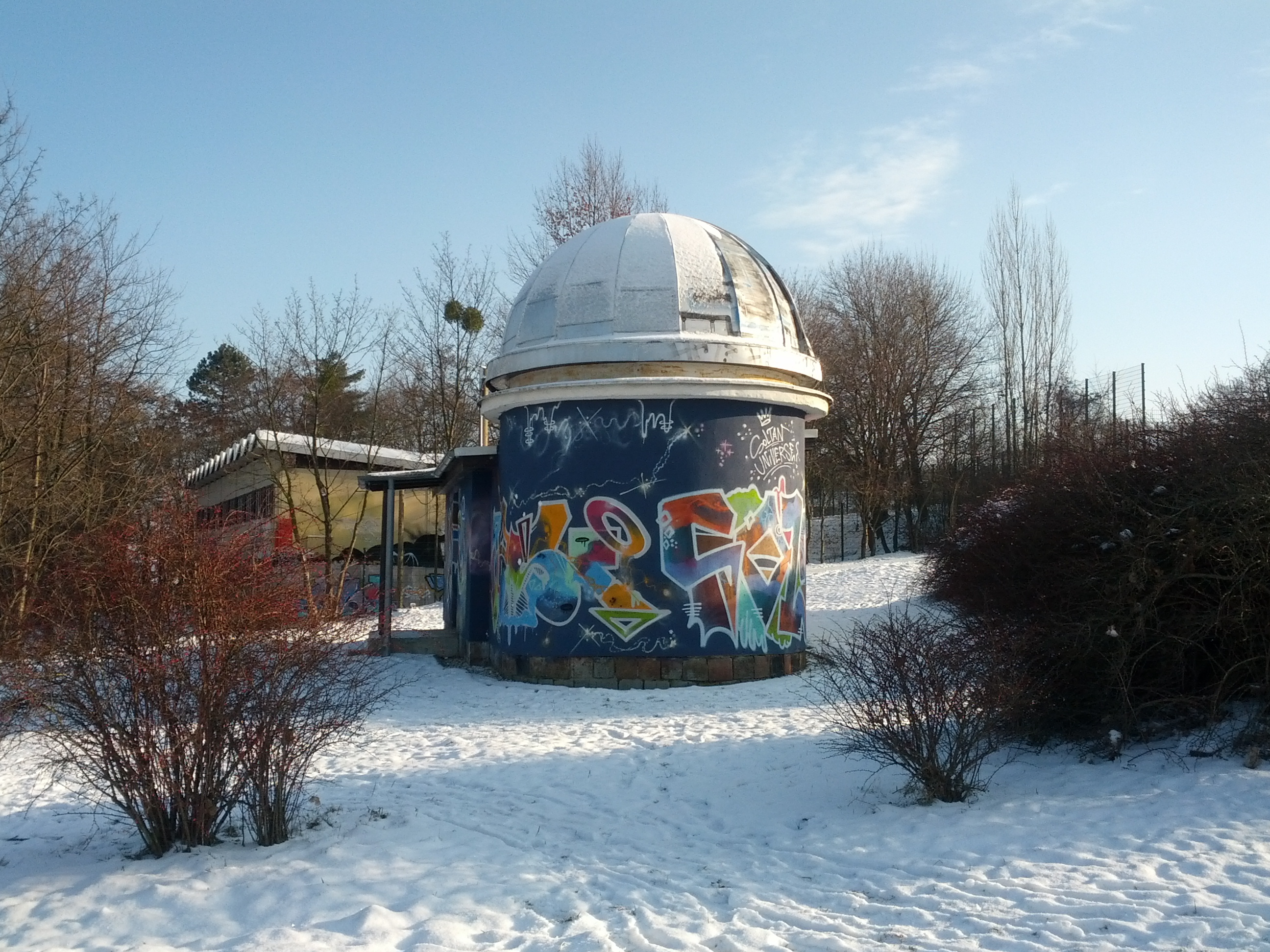
Schulsternwarte des Gymnasiums Dresden-Plauen im Winter

Am 1. Januar 1903 wurde Plauen nach Dresden eingemeindet und für das Feuerlöschwesen in der Bienertmühle war – neben der Werkfeuerwehr – nunmehr die Feuerwehr Dresden zuständig. Im Zuge der Verbesserung des Brandschutzes und auf Grund der Tatsache, dass der nunmehrige Stadtteil keine eigene Feuerwache mehr hatte, musste in die Mühle eine Sprinkleranlage eingebaut werden. Um die nötige Wassermenge und den benötigten Druck vorzuhalten, wurde in der Nähe des Hohen Steins ein Löschwasserteich angelegt. Dies brachte die ohnehin ausgesprochen sozial engagierten Brüder Theodor und Erwin Bienert, die Söhne Gottlieb Traugott Bienerts und nach dessen Tod die Inhaber der Bienertmühle, auf die Idee, für die nunmehr durch Industrie belegten Flächen im unteren Bereich von Plauen Ersatz zu schaffen und den Plauener Bürgern einen Teil des Naturraumes „zurück zu geben, der während der Industrialisierung im Plauenschen Grund mehr und mehr verloren ging“: Eine der frühesten bekannten ökologischen Ausgleichsmaßnahmen fand durch das Bienertsche Engagement und finanziert durch Erwin Bienert in diesem Areal statt. Es war aber auch Teil des Bienertschen Engagements zur landschaftlichen Verschönerung Plauens insgesamt.

## Ausführung
Für die Realisierung dieser Idee stellte Erwin Bienert 80.000 Quadratmeter Land, d. i. das gesamte Areal zwischen dem heutigen Gymnasium Dresden-Plauen und dem Hohen Stein, unentgeltlich zur Verfügung und trug mit 30.000 Reichsmark die gesamten Kosten. Ursprünglich sollten auf diesem Areal zu weiten Teilen Villen entstehen, dazu war ein großer Teil des Gebietes bereits terrassiert worden (diese Terrassierung ist auch heute noch erlebbar, Sternwarte und Sportplatz des Gymnasiums befinden sich auf solchen Terrassen) und eine Zufahrt von der Coschützer Straße aus bereits im Ansatz ausgeführt worden.
Der Gartenarchitekt Max Bertram lieferte 1906 den Entwurf für die Gestaltung des „Bienertparks“, der noch im gleichen Jahr ausgeführt wurde. Er wurde später als „Oberer Bienertpark“ bezeichnet, da Bertram im gleichen Jahr die Planung für den „Unteren Bienertpark“, später bekannt als „Dölzschener Bienertpark“, den wiederum Erwins Bruder Theodor finanzierte, vorlegte.
Besondere Elemente des „Oberen Bienertparks“ sind der heute renaturierte Feuerlöschteich, der als künstlicher See angelegt wurde und die Schaffung des Aussichtspunktes der „Forsthausbastion“ oberhalb des 1965 abgebrochenen Forsthauses an der Hegereiterbrücke. Weiterer Planungsbestandteil von Bertram war aber auch, das mittlere Areal von jeglicher Bepflanzung freizuhalten (im westlichen Teil befinden sich etwa 1200 Bäume und Sträucher). Der Blick vom Hohen Stein über Löbtau und die Elbe bis zu den Lößnitzhängen, häufig auch „Bienertwiese“ genannt, war Bestandteil seiner Konzeption.
Eingeschätzt wird, dass Bertram damit ein Werk geschaffen hat, „das nahezu in die naturräumlichen Gegebenheiten eingebettet zu sein scheint“ und trotz seines künstlerischen Anspruchs mit Raumstrukturen, Sichtbeziehungen und Wegeführungen einen naturnahen Raum schuf.

## Geplante Erweiterung, Sanierung und Renaturierung
Noch 1941 wurden Planungen verfolgt, den Oberen Bienertpark weiter nach Süden auszuweiten und über die Nietzschestraße (heute Albert-Schweitzer-Straße) eine Wege- und Grünverbindung zum Westendring herzustellen. Dies ist seit 1945 kein Entwicklungsthema mehr.
Mit minimalem Aufwand wurde vielmehr das Areal nach 1945 erhalten, zumal der Feuerlöschteich bis in die 1990er-Jahre für die Bienertmühle genutzt wurde. Dieser entwickelte sich nach deren Stilllegung als Mühle, da er nicht mehr gepflegt wurde, zunehmend zur Gefahr: Nach mehreren Anläufen und auch Umplanungen wurde er, wie auch das gesamte andere Areal, neu geplant und neu strukturiert. Dies erfolgte auch unter Berücksichtigung, dass der östliche Teil des Bertramschen Parkkonzeptes bereits zu DDR-Zeiten zugunsten der schulischen Nutzung aufgegeben wurde. Gleichwohl wurde sein Konzept erst bei der Sanierung und Renaturierung 2006 aus EFRE-Mitteln wieder deutlich: Nunmehr ist er wieder eine Anlage der Ruhe und Erholung, ohne Spielangebote. Außer im Winter: Der von Bertram im mittleren Teil geplante Wiesenhang mit seinen (übernommenen) Terrassen sind im Winter und bei Schnee ideale Rodelhänge für Familien.